# Marthula multifascia
Marthula multifascia är en fjärilsart som beskrevs av Walker 1856. Marthula multifascia ingår i släktet Marthula och familjen tandspinnare. Inga underarter finns listade i Catalogue of Life.